# بسکین-رابینز
بَسکین-رابینز (به انگلیسی: Baskin-Robbins) نام فروشگاه جهانی و زنجیره‌ای بستنی فروشی است که در سال ۱۹۴۵ توسط برت بسکین و ایرو رابینز افتتاح شد. محل پایه‌گذاری این بستنی‌فروشی، شهر گلندیل، کالیفرنیا در ایالات متحده آمریکا بود و اینک با ۵۸۰۰ نمایندگی عرضه انواع بستنی در دنیا معروف است.

## آرم
آرم (لوگو) این کمپانی دارای عدد ۳۱ می‌باشد که به معنای ۳۱ طعم مختلف این بستنی است.

## ۳۱ طعم اصلی

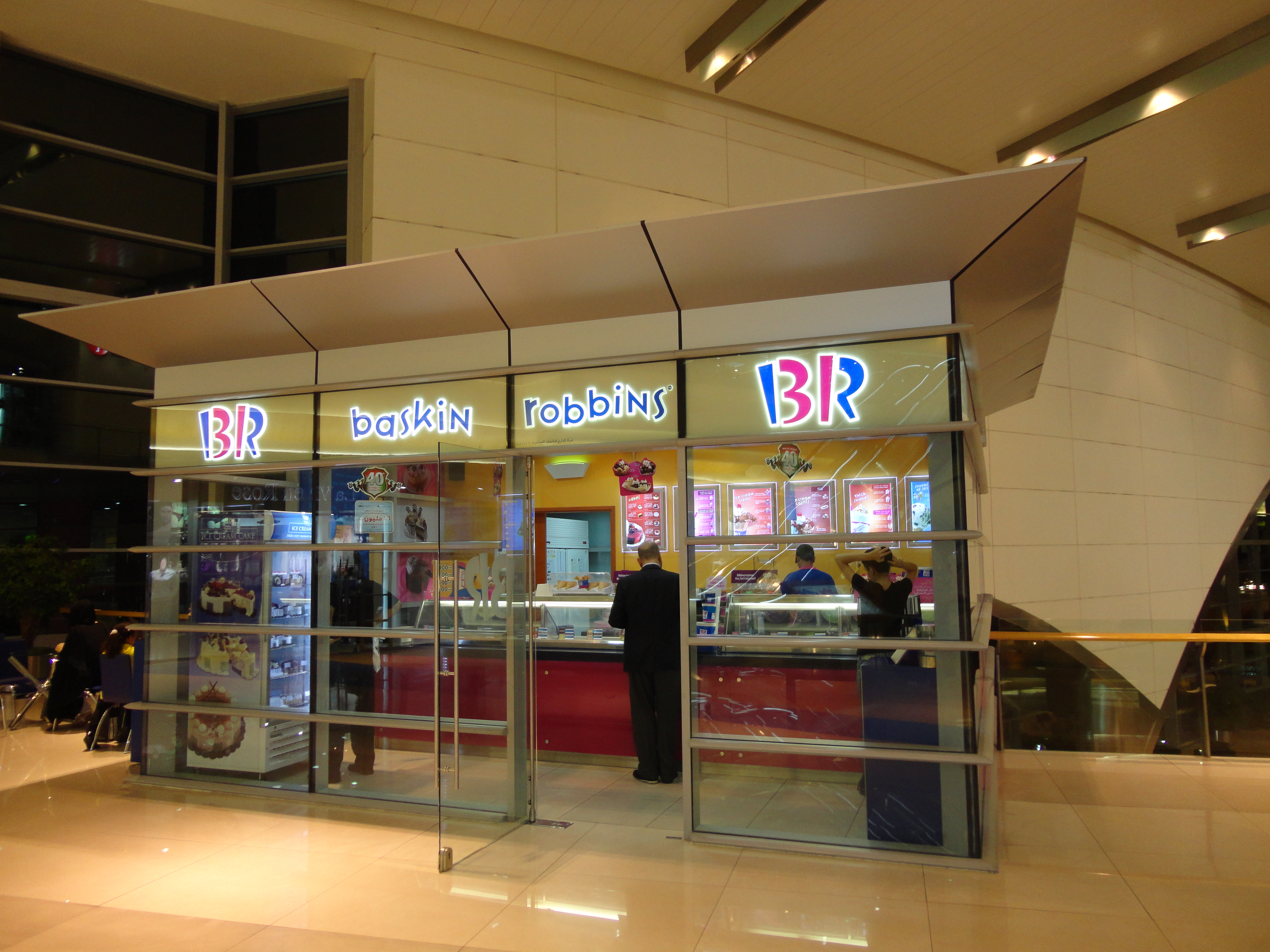
شعبهٔ بسکین-رابینز در ریف مال دبی

۳۱ طعم بستنی که توسط تأسیس کنندگان بسکین-رابینز در سال ۱۹۴۵ ساخته شد:
| - موز Nut Fudge - گردوی سیاه - Burgundy گیلاس - Butterscotch Ribbon - Cherry Macaroon - شکلات - Chocolate بادام - Chocolate Chip - Chocolate Fudge - Chocolate Mint - Chocolate Ribbon - قهوه - Coffee Candy - Date Nut - اگ ناگ | - وانیل (retired in 2010) - Fudge Ribbon - Green Mint Stick - لیموترش Crisp - Lemon Custard - Lemon Sherbet - افرا Nut - Orange Sherbet - هلو - نعناع فلفلی Stick - آناناس Sherbet - تمشک Sherbet - Rocky Road - توت‌فرنگی - وانیل - Vanilla Burnt Almond - Honey Nut Crunch - Mint chip |

## شعبه‌ها در کشورهای جهان

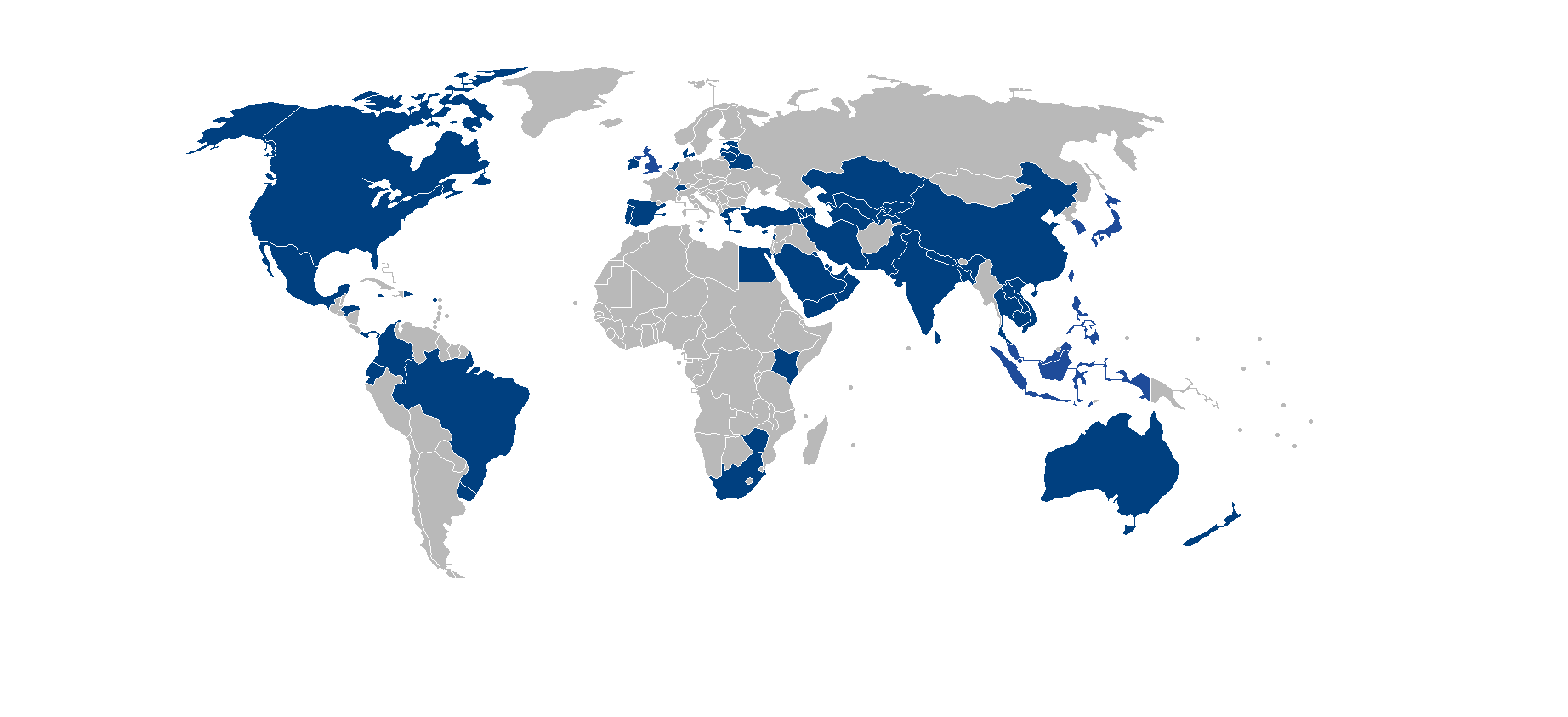
نقشهٔ کشورهایی که بسکین-رابینز در آن شعبه دارد. اطلاعات نقشه مربوط به سال ۲۰۰۹ است.

| آفریقا - مصر - مراکش - آفریقای جنوبی آسیا - ایران - بنگلادش - چین - هنگ کنگ - هند - اندونزی - ژاپن - کره جنوبی - ماکائو - مالزی - نپال - پاکستان - فیلیپین - سری‌لانکا - سنگاپور - تایوان - تایلند - ویتنام اقیانوسیه - استرالیا - نیوزیلند | اروپا - اتریش - بلژیک - بوسنی و هرزگوین - بلغارستان - کرواسی - جمهوری چک - دانمارک - استونی - فنلاند - فرانسه - آلمان - یونان - مجارستان - جمهوری ایرلند - ایتالیا - لتونی - لیتوانی - لوکزامبورگ - هلند - نروژ - لهستان - پرتغال - رومانی - روسیه - صربستان - اسلواکی - اسلوونی - اسپانیا - سوئد - سوئیس - ترکیه - اوکراین - بریتانیا خاورمیانه - بحرین - ایران - اسرائیل - اردن - کویت - لبنان - عمان - قطر - عربستان سعودی - امارات متحده عربی - یمن | آمریکای شمالی - کانادا - مکزیک - ایالات متحده آمریکا آمریکای مرکزی - کاستاریکا - گواتمالا - هندوراس - پاناما آمریکای جنوبی - آرژانتین - بولیوی - برزیل - شیلی - کلمبیا - اکوادور - پرو - اروگوئه - ونزوئلا کارائیب - کوبا - جمهوری دومینیکن - جامائیکا - پورتوریکو |  |